# علیرضا اکبریان
علیرضا اکبریان (زادهٔ ۱۳۲۳ – درگذشتهٔ مرداد ۱۳۹۱) تهیه‌کنندهٔ کتاب‌های صوتی کودکان، نویسنده، شاعر، صداپیشه و آهنگساز اهل ایران بود. کتاب و نوار قصهٔ «علیمردان خان» از آثار او است.

## زندگی هنری
علیرضا اکبریان در سال ۱۳۲۳ در مشهد متولد شد. او در بهمن ۱۳۵۸ «شرکت ۴۸ داستان» (سوپر اسکوپ) را با هزینهٔ شخصی تأسیس نمود. هدف اولیه این شرکت آموزش زبان انگلیسی از طریق تولید داستان‌های ناطق به زبان انگلیسی و فارسی بود اما پس از مدتی داستان «گُرگ بدِ گُنده» توسط اکبریان به صورت ایرانی بازنویسی و آهنگ‌سازی شد. پس از انتشار این اثر وی بر روی ادبیات و آثار ایرانی متمرکز شد.
از جمله هنرمندانی که در شرکت ۴۸ داستان با او همکاری می‌کردند می‌توان به: «مرتضی احمدی»، «پروین صادقی»، «کنعان کیانی»، «نادره سالار پور»، «ناهید امیریان»، «پری هاشمی»، «مهوش افشاری»، «احمد مندوب هاشمی»، «فریدون کوچکیان»، «مازیار بازاریان»، «فریبا شاهین مقدم»، «محمد یاراحمدی»، «حسین باغی» و … اشاره نمود. فعالیت شرکت ۴۸ داستان تا اواخر سال ۱۳۶۴ ادامه یافت. به گفتهٔ مرتضی احمدی، آثار تولید شده در شرکت ۴۸ داستان به صورت گروهی انجام می‌شده‌است.
در سال ۱۳۹۳ نمایش موزیکال «علیمردان خان» برگرفته از نمایش رادیویی علیمردان خان نوشتهٔ علیرضا اکبریان در مشهد به روی صحنه رفت که رکورد پرفروشترین تئاتر تاریخ خراسان را به خود اختصاص داد.

## آثار
از جمله کتاب و قصه‌های ناطقی که توسط علیرضا اکبریان تهیه و تولید شده‌است عبارتند از:
- «علیمردان در شهر شیاطین»، ناشر: گلبانگ
- «علیمردان خان»[۶] - بر اساس شعری از ایرج میرزا (نویسنده، کارگردان، آهنگساز و صدا پیشهٔ علیمردان خان)[۱][۷][۸] - چاپ هشتم ۱۳۶۲
- «انگشت طلایی» - ناشر: سازمان فرهنگی و انتشاراتی ۴۸ داستان
- «تیزچنگال ماهیچه دوست» (موش و گربه) - ناشر: سازمان فرهنگی و انتشاراتی ۴۸ داستان
- «سریال امیرارسلان نامدار» - ناشر: سازمان فرهنگی و انتشاراتی ۴۸ داستان
- «آوازه‌خوان‌های شهر قصه» - (نویسنده متن، سراینده اشعار و تنظیم آهنگ، با همکاری بیژن لاجوردی)[۹] ناشر: سازمان فرهنگی و انتشاراتی ۴۸ داستان - ۱۳۶۰[۱۰]
- «زورو مرد نقاب سیاه» - (مؤلف، سراینده اشعار و تنظیم موسیقی متن)[۱۱] ناشر: سازمان فرهنگی و انتشاراتی ۴۸ داستان - ۱۳۶۰
- «زورو» - ناشر: سازمان فرهنگی و انتشاراتی ۴۸ داستان - ۱۳۶۱[۱۲]
- «سیندرلا دختر یتیم» - ناشر: سازمان فرهنگی و انتشاراتی ۴۸ داستان - ۱۳۶۰
- «گربه‌های اشرافی و گربه‌های زیر شیروانی» - ناشر: سازمان فرهنگی و انتشاراتی ۴۸ داستان - ۱۳۶۰[۱۳]
- «جن پینه‌دوز» - ناشر: سازمان فرهنگی و انتشاراتی ۴۸ داستان - چاپ دوم ۱۳۶۲[۱۴]
- «غول خودخواه» - ناشر: سازمان فرهنگی و انتشاراتی ۴۸ داستان
- «تام انگشتی فسقلی» - (مؤلف، سراینده اشعار و تنظیم موسیقی متن)[۱۵] ناشر: سازمان فرهنگی و انتشاراتی ۴۸ داستان - ۱۳۶۰[۱۶]
- «زیبای خفته- غنچه گل سرخ» - (مؤلف، سراینده اشعار و تنظیم موسیقی متن) ناشر: سازمان فرهنگی و انتشاراتی ۴۸ داستان -[۱۷]
- «گرگ بد گنده و سه بچه خوک» - ناشر: سازمان فرهنگی و انتشاراتی ۴۸ داستان[۱۸]
- «سفید برفی و آیینه جادویی» - ناشر: سازمان فرهنگی و انتشاراتی ۴۸ داستان - ۱۳۶۱
- «پینوکیو» - ناشر: سازمان فرهنگی و انتشاراتی ۴۸ داستان
- «ماجراهای سندباد» - ناشر: سازمان فرهنگی و انتشاراتی ۴۸ داستان - ۱۳۶۰[۱۹]
- «پری کوچولوی دریایی» - ناشر: سازمان فرهنگی و انتشاراتی ۴۸ داستان - ۱۳۶۰[۲۰]
- «گالیور در جزیره کوتوله‌ها» - ناشر: سازمان فرهنگی و انتشاراتی ۴۸ داستان - ۱۳۶۰[۲۱]
- «خاله جیران» - ناشر: سازمان فرهنگی و انتشاراتی ۴۸ داستان[۲۲]
- «خاطرات جنگ» (در ۴ جلد) - انتشارات کانون پرورش فکری کودکان و نوجوانان ۱۳۶۳